# Ксенократ
Ксенократ (грец. Ξενοκράτης) із Халкедона на Боспорі (396 до н. е. — 314 до н. е.) — давньогрецький філософ, учень Платона.

## Біографія
Учень Платона. Разом з іншим учнем Платона, Спевсиппом, супроводжував його під час другої поїздки на Сицилію в 367 році до н. е. Після поразки афінян у Ламійській війні в 322 році до н. е. входив до складу посольства до Антипатру.
Схоларх Платонівської Академії, змінив Спевсиппа. Очолював Академію 25 років (339 — 314 роки до н. е.). Один із найплідніших її письменників. Йому належать 75 творів. До нашого часу дійшли окремі уривки і список найменувань творів Ксенократа, створений Діогеном Лаертієм.

## Філософські погляди
Систематизував вчення Платона. Ксенократ першим розділив філософію на фізику, етику і логіку. Захоплювався особистістю Піфагора і піфагореїзмом, але значно менше ніж Спевсипп. Як і піфагорійці, він приймає за першооснову єдине (монаду) і невизначену двоїцу (діаду). Над усім він поміщає монаду, яку ототожнював з інтелектом і Зевсом і вважав людським принципом.
Монада — принцип єдності, стабільністі. Монаді підпорядкована діада — матерія-простір, звана матір'ю богів, до яких відносяться і планети. Діада протилежна монаді і слугує для визначення принципу безлічі, невизначеності. Ксенократ в цілому відновив вчення Платона про «невизначену двоїцу», але при цьому персоніфікував діаду як жіноче божество, світову душу. Світову душу він визначав як число, що рухається само.
Ксенократ виділяв три форми буття: чуттєве, розумоосягаєме та уявне, змішане із чуттєвим і розумоосягаємим. До чуттєвого відноситься все, що знаходиться всередині космоса-неба. За його межами — розумоосягаєме (ідеї — ейдоси, числа). До уявного відноситься саме небо, яке можна бачити і спостерігати завдяки астрономії.
Розвивав етичне вчення Платона. Підкреслював різницю між теоретичним і практичним розумом, перше він називав мудрістю. Моральна мета людини — доброчесне життя, під яким розуміється життя у згоді з природою. Ксенократ визнавав існування етично нейтральних предметів, засвоєне стоїцизмом.
Із учнів Ксенократа найбільш відомі в області етики Полемон і Крантор, який був автором етичних трактатів. Філософські погляди Ксенократа здійснили величезний вплив на неопіфагореїзм та середній платонізм.